# Quintanarraya
Quintanarraya es una villa y pedanía española del municipio de Huerta de Rey, en la provincia de Burgos, comunidad autónoma de Castilla y León. Se encuentra en el valle del río Arandilla, dentro de la comarca de la sierra de la Demanda. Forma también parte del partido judicial de Salas de los Infantes.
En el llamado alto del Cuerno —al sur del núcleo de población— se hallaron restos prerromanos y romanos que pudieron pertenecer al emplazamiento de la Clunia prerromana; posteriormente, en sus cercanías, fue fundada la colonia romana que llegó a ser cabeza del Convento Cluniacense. Tras la conquista musulmana de la península, la tierra de Lara fue repoblada a finales del siglo IX, en tiempos de Alfonso III de Asturias, y poco después se fortificaron plazas como Clunia o Peñaranda, lo que pudo facilitar el surgimiento de Quintanarraya.
La primera mención de la localidad es de 1048, en una donación de Fernando I de León al monasterio de San Pedro de Arlanza, al cual estuvo vinculada durante varios siglos. Desde principios del siglo XII formó parte de la diócesis de Osma, a la que perteneció hasta 1955. Vinculada también con el monasterio de Silos, a mediados del siglo XIV aparece como behetría de varios señores. Posteriormente fue villa de realengo y tras la caída del Antiguo Régimen quedó constituido en ayuntamiento constitucional, hasta que en 1978 se incorporó al de Huerta de Rey.
Entre su patrimonio destaca la iglesia de San Pedro de Antioquía, con elementos arquitectónicos que abarcan desde el románico hasta el siglo XX y en la que destaca una portada románica, una capilla funeraria renacentista, varios retablos barrocos y una portada neoclásica, y las ermitas de Santa María y San Roque. Es lugar de paso tanto del Camino del Cid como de la Ruta de la Lana.
Su economía se ha basado tradicionalmente en el sector primario, con el predominio contemporáneo de cultivos de secano como el trigo, la cebada y el girasol, y la remolacha como cultivo de regadío. En relación con la ganadería, destacan el ganado vacuno y de cerda. Entre las celebraciones que tienen lugar a lo largo del año destacan las fiestas patronales de la Cátedra de San Pedro —a finales de febrero—, San Roque —a mediados de agosto— y el conjunto de actividades del Verano Cultural.

## Toponimia
El nombre de la localidad parece provenir de la fusión de «Quintana Annaya», denominación con la cual aparece citada en los documentos medievales. La primera palabra indicaría el lugar, una quintana (finca, casa de campo o bien, según otras versiones, haría referencia a la quinta parte de la propiedad que los conquistadores podían disponer libremente), y la segunda el nombre del repoblador, Anaya. Otros piensan que la «raya» a la que menciona el topónimo se refiere al significado de confín o límite.

## Geografía

### Ubicación

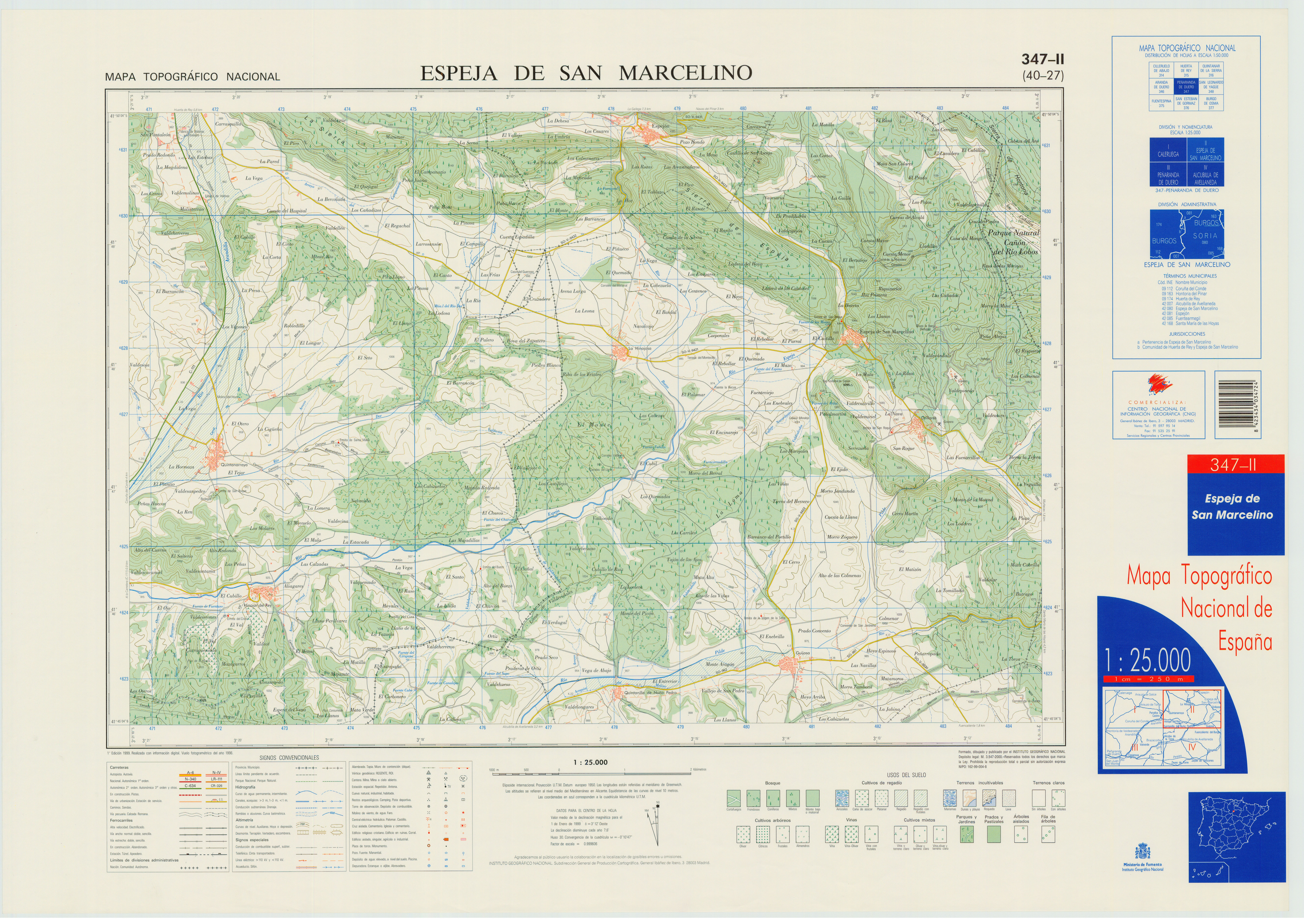
Fragmento de la hoja 347 del Mapa Topográfico Nacional de España de 1999 en el que se representa Quintanarraya

Quintanarraya se encuentra en la zona sureste de la provincia de Burgos, en la comarca de la sierra de la Demanda. Su territorio está representado en la hoja MTN50 (escala 1:50 000) 347 del Mapa Topográfico Nacional.
| Noroeste: Huerta de Rey  | Norte: Huerta de Rey | Noreste: Huerta de Rey   |
| Oeste: Peñalba de Castro |                      | Este: La Hinojosa        |
| Suroeste Hinojar del Rey | Sur: Hinojar del Rey | Sureste: Hinojar del Rey |

### Orografía
La zona se encuentra en el margen sudoriental de la cuenca del Duero y limita al noreste con el macizo Cameros-Demanda, perteneciente al Sistema Ibérico. Su orografía se caracteriza por un relieve alomado, de formas suaves, con paisaje de campiña; junto a este, son destacables los páramos, de formas planas, instalados sobre calizas miocenas. Su altitud oscila entre alturas superiores a los 1000 m s. n. m., al noreste y sur de la localidad, y los 930 m s. n. m., junto al cauce del río Arandilla. El punto más alto de la zona es el vértice geodésico de Cuerno (1141 m s. n. m.), junto a Huerta de Rey. La evolución tectónica del territorio pertenece al ciclo alpino, tras el cual se produjo el relleno de la cuenca terciaria del Duero; ya en el Cuaternario, toda la Cuenca sufrió un proceso de erosión y sedimentación, que dio lugar al relieve existente.

### Hidrografía

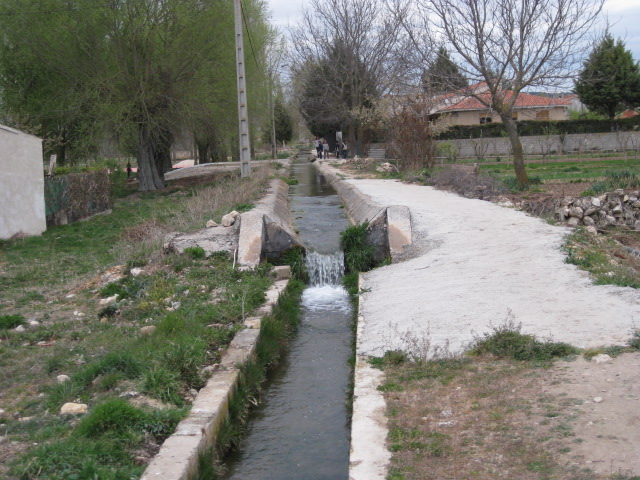
El canal de los Molinos a su paso por la localidad

La localidad se encuentra en la cuenca del Arandilla —afluente del río Duero—, perteneciente a la cuenca hidrográfica del Duero. Los cursos fluviales de su entorno se caracterizan, en general, por la irregularidad de su caudal, con estiajes en época estival y crecidas en otoño e invierno debido a las precipitaciones. Además del río Arandilla, entre los diversos afluentes que desaguan en él están el río Dor —en el que desemboca el arroyo Valdormo— y los arroyos de los Arenales y del Barrancón. Asimismo, por la localidad discurren varios canales, como el de los Molinos, que toman su agua del río Arandilla.

### Clima
El clima en la localidad se clasifica como mediterráneo continentalizado, de inviernos fríos con frecuentes heladas y veranos suaves y secos. La oscilación térmica anual se acerca a los 20 °C mientras que la diaria supera en ocasiones esta cifra. Las precipitaciones se reparten de forma irregular a lo largo del año, con escasez de las mismas en verano, concentrándose al final del otoño, en los meses invernales y al principio de la primavera.
Según la clasificación climática de Köppen Quintanarraya se encuadra, debido a sus parámetros pluviométricos, en la variante Cfb, pero con características propias del clima mediterráneo de veranos suaves, con la media del mes más cálido no superior a 22 °C pero superándose los 10 °C durante cinco o más meses. Sobre la base de los datos de las estaciones meteorológicas situadas en Arauzo de Miel y la propia Quintanarraya, los parámetros climáticos promedio aproximados del lugar son los siguientes:
| Parámetros climáticos promedio de Arauzo de Miel (temperaturas) y Quintanarraya (precipitaciones)                                 | Parámetros climáticos promedio de Arauzo de Miel (temperaturas) y Quintanarraya (precipitaciones) | Parámetros climáticos promedio de Arauzo de Miel (temperaturas) y Quintanarraya (precipitaciones) | Parámetros climáticos promedio de Arauzo de Miel (temperaturas) y Quintanarraya (precipitaciones) | Parámetros climáticos promedio de Arauzo de Miel (temperaturas) y Quintanarraya (precipitaciones) | Parámetros climáticos promedio de Arauzo de Miel (temperaturas) y Quintanarraya (precipitaciones) | Parámetros climáticos promedio de Arauzo de Miel (temperaturas) y Quintanarraya (precipitaciones) | Parámetros climáticos promedio de Arauzo de Miel (temperaturas) y Quintanarraya (precipitaciones) | Parámetros climáticos promedio de Arauzo de Miel (temperaturas) y Quintanarraya (precipitaciones) | Parámetros climáticos promedio de Arauzo de Miel (temperaturas) y Quintanarraya (precipitaciones) | Parámetros climáticos promedio de Arauzo de Miel (temperaturas) y Quintanarraya (precipitaciones) | Parámetros climáticos promedio de Arauzo de Miel (temperaturas) y Quintanarraya (precipitaciones) | Parámetros climáticos promedio de Arauzo de Miel (temperaturas) y Quintanarraya (precipitaciones) | Parámetros climáticos promedio de Arauzo de Miel (temperaturas) y Quintanarraya (precipitaciones) |
| Mes | Ene.                                                                                              | Feb.                                                                                              | Mar.                                                                                              | Abr.                                                                                              | May.                                                                                              | Jun.                                                                                              | Jul.                                                                                              | Ago.                                                                                              | Sep.                                                                                              | Oct.                                                                                              | Nov.                                                                                              | Dic.                                                                                              | Anual                                                                                             |
| --- | ------------------------------------------------------------------------------------------------- | ------------------------------------------------------------------------------------------------- | ------------------------------------------------------------------------------------------------- | ------------------------------------------------------------------------------------------------- | ------------------------------------------------------------------------------------------------- | ------------------------------------------------------------------------------------------------- | ------------------------------------------------------------------------------------------------- | ------------------------------------------------------------------------------------------------- | ------------------------------------------------------------------------------------------------- | ------------------------------------------------------------------------------------------------- | ------------------------------------------------------------------------------------------------- | ------------------------------------------------------------------------------------------------- | ------------------------------------------------------------------------------------------------- |
| Temp. media (°C) | 2.90                                                                                              | 4.10                                                                                              | 6.70                                                                                              | 8.30                                                                                              | 12.60                                                                                             | 16.90                                                                                             | 20.70                                                                                             | 20.70                                                                                             | 16.90                                                                                             | 11.80                                                                                             | 6.50                                                                                              | 3.40                                                                                              | 11                                                                                                |
| Precipitación total (mm) | 56.30                                                                                             | 50.50                                                                                             | 37.70                                                                                             | 53.80                                                                                             | 70                                                                                                | 46.80                                                                                             | 29.90                                                                                             | 26.90                                                                                             | 34.40                                                                                             | 51.80                                                                                             | 63.10                                                                                             | 63.50                                                                                             | 584.7                                                                                             |
| Fuente: Ministerio de Agricultura, Alimentación y Medio Ambiente. Datos de precipitación (1967-1998) y de temperatura (1964-2003) |                                                                                                   |                                                                                                   |                                                                                                   |                                                                                                   |                                                                                                   |                                                                                                   |                                                                                                   |                                                                                                   |                                                                                                   |                                                                                                   |                                                                                                   |                                                                                                   |                                                                                                   |

## Naturaleza
Geología
Geológicamente, la zona presenta materiales pertenecientes al Mesozoico, Terciario y Cuaternario. Entre aquellos que tienen un interés económico, destacan las calizas, denominadas localmente «piedra de Caleruega», los áridos naturales del Cuaternario, y las arcillas y limos arcillosos del Mioceno —utilizados tradicionalmente para la elaboración de cerámica en tejares de ámbito local—. Con respecto a la estratigrafía, la mayor parte de su entorno se corresponde con limos arenosos, conglomerados silíceos, areniscas y yesos del Terciario. Las vegas de los cursos fluviales presentan limos grises, gravas y arenas del Cuaternario. Por último, los relieves de páramo, también del Terciario, presentan limos arcillosos con concreciones carbonatadas y calcimorfos, calizas y margocalizas.
Flora

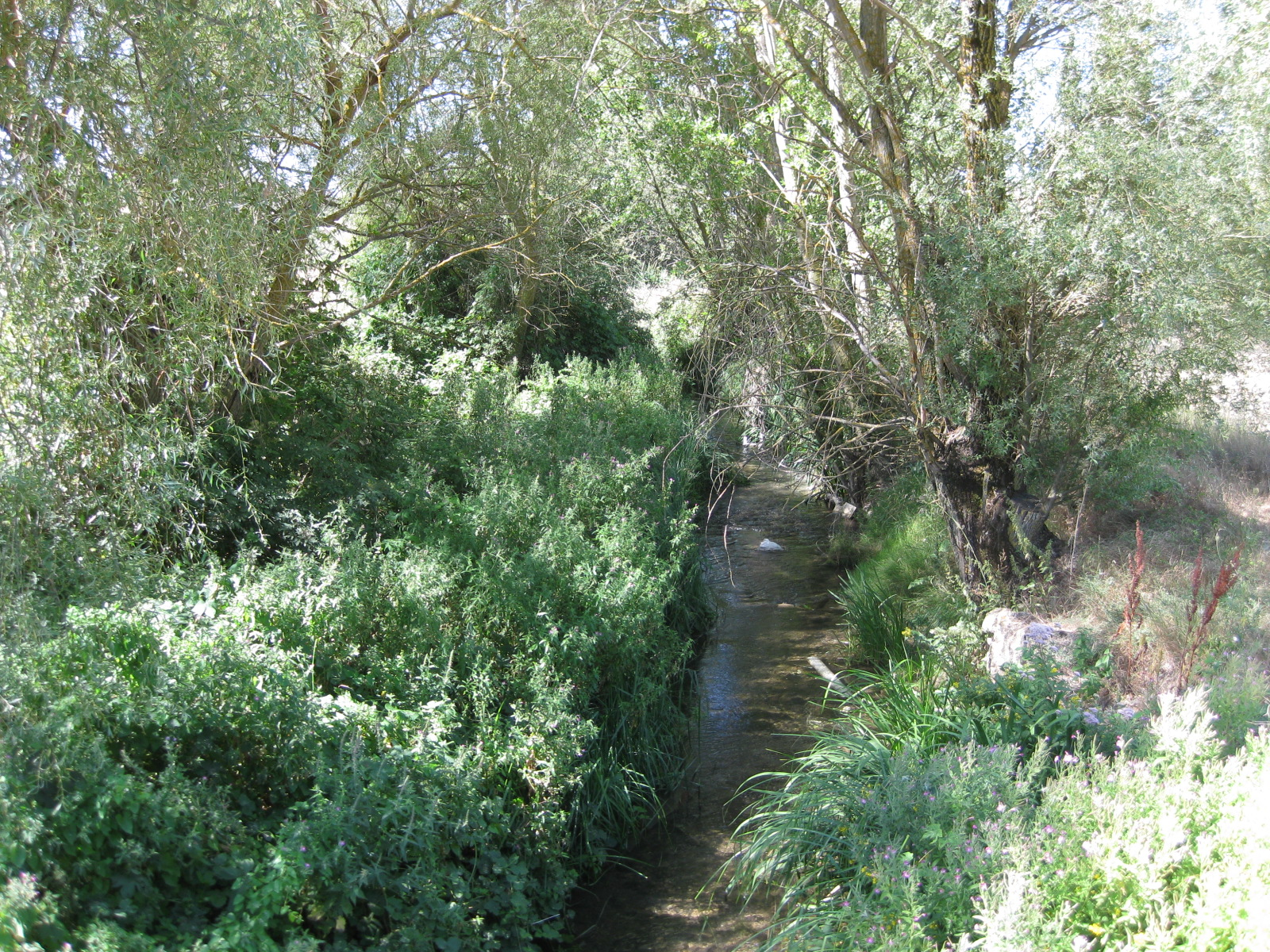
Vegetación de ribera junto al río Arandilla

Quintanarraya se encuentra dentro del área de distribución del piso bioclimático supramediterráneo, por lo que su vegetación clímax son las especies marcescentes y las coníferas. Su entorno presenta un terrazgo humanizado, en el que las labores agrícolas a lo largo del tiempo han modificado el paisaje, por lo que la vegetación autóctona se encuentra degradada excepto en manchas forestales naturales de sabinas, sobre materiales calcáreos, y de encinas y jaras en algunas laderas de interfluvios. A ellos hay que añadir los pinares de repoblación y la presencia puntual de robles, plantas herbáceas, aulagas y tomillo. El resto de la vegetación se limita a las riberas de los cauces fluviales, con especies como chopos, álamos, olmos, fresnos, sauces y arbustos espinosos, además de las praderas naturales.
Fauna
Entre las especies que habitan la zona se encuentran mamíferos como el conejo, la liebre, el zorro, el corzo, el jabalí, la ardilla, la garduña, el hurón o el gato montés, y aves como el águila perdicera, el águila real, la perdiz, la codorniz, el cuervo, la paloma torcaz o el búho real.

## Historia

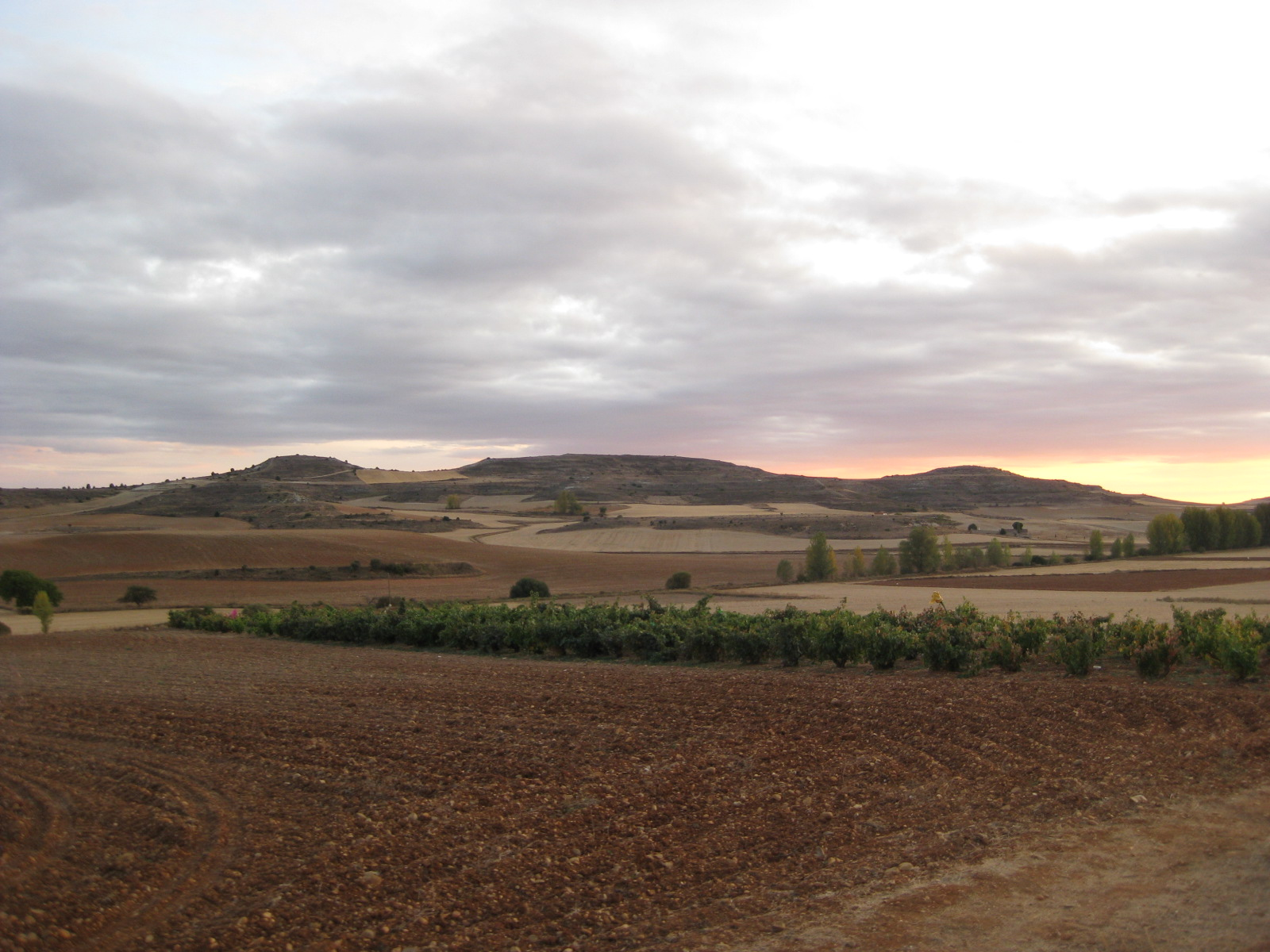
Los altos del Cuerno, Redondo y Salterio, donde posiblemente se asentara la Clunia celtibérica

### Prehistoria y Edad Antigua
Durante la Edad del Hierro, el territorio en el que se encuentra Quintanarraya estaba habitado por el pueblo celtibérico de los arévacos. A ellos pertenecía un establecimiento —la Clunia prerromana— que fue protagonista en las guerras sertorianas y contra Roma. Posteriormente fue fundada una ciudad romana que llegó a ser cabeza del Convento Cluniacense. No está claro la superposición de ambas ni la ubicación de la ciudad celtibérica en el mismo lugar que la romana. Asimismo, al sur de la localidad, en el llamado alto del Cuerno, se hallaron restos prerromanos y romanos, lo que podría indicar que era el auténtico emplazamiento de la Clunia prerromana, tomada por Escipión tras conquistar Numancia en 133 a. C.

### Edad Media

El avance cristiano hacia el sur propició el surgimiento de Quintanarraya entre finales del y principios del

A principios del siglo VIII se produjo la conquista musulmana de la península ibérica; la presencia de los conquistadores en la zona fue escasa y breve en el tiempo debido, entre otras razones, a las malas cosechas, a las campañas militares de Alfonso I de Asturias y al estallido de la guerra civil entre bereberes y árabes en el sur peninsular. Por este motivo, la cuenca del Duero se convirtió en un territorio de paso, controlado por cristianos o musulmanes según las circunstancias. A finales del siglo IX, durante el reinado de Alfonso III de Asturias, se llevó a cabo la repoblación de la tierra de Lara, momento en el que se levantaron varios castillos en la zona —como los de Huerta de Rey y Espeja— para defender el territorio de las incursiones musulmanas. Pocos años después se fortificaron varias plazas más, entre ellas Clunia y Peñaranda, lo que permitió consolidar la repoblación hasta la línea del Duero. En ese contexto pudo surgir Quintanarraya, cuya denominación (Quintana) puede hacer referencia a la quinta parte de la propiedad que los conquistadores podían disponer libremente y de la cual se valieron para poblar nuevas villas.
Su primera mención histórica se produjo en 1048, cuando Fernando I de León donó el monasterio de Santa María de Retortillo (Retortillo, cerca de Lerma) junto con todas sus dependencias al de San Pedro de Arlanza; entre ellas se encontraban numerosas propiedades en el distrito de Clunia como Huerta de Rey, Espeja, Quintanarraya y Los Arauzos:

«in Quintana de Annaia terciam partem de illa villa cum sua hereditate tota et cum ecclesia Sante Marie et cum tercia parte de pratis et fontis et montis».
en Quintana de Annaia la tercera parte de la villa con toda su heredad y con la iglesia de Santa María y con la tercera parte de prados, fuentes y montes.

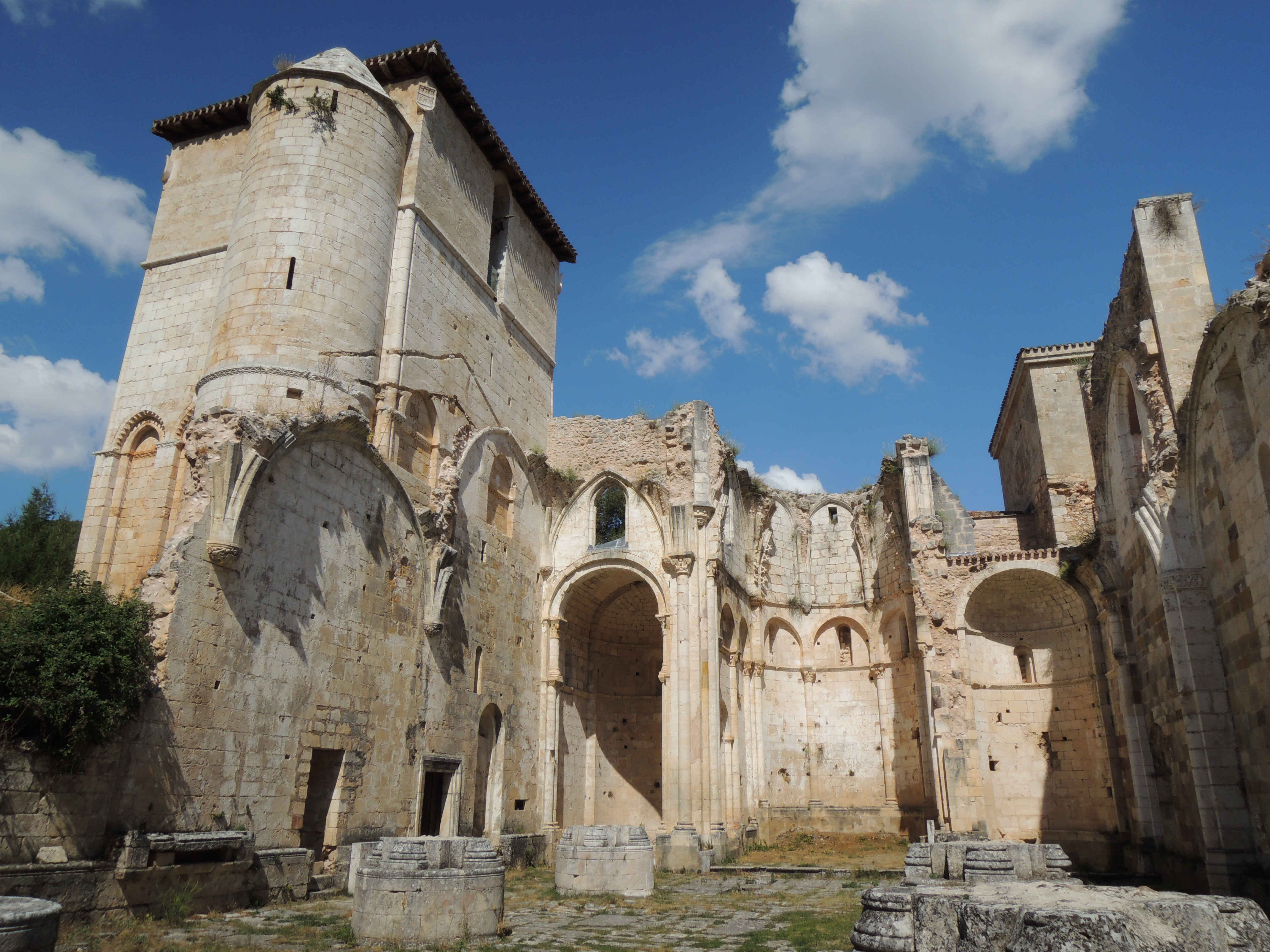
Ruinas del monasterio de San Pedro de Arlanza, al cual estuvo vinculado la localidad

Tras las campañas de Alfonso VI de León, en 1101 se llevó a cabo la restauración de la diócesis de Osma, cuyos antiguos territorios se encontraban ya repoblados y libres de la amenaza musulmana. Los límites con la diócesis de Burgos se establecieron, en esta zona, en el río Arandilla, por lo que desde entonces Quintanarraya formó parte de la diócesis oxomense. En 1178 el conde Diego López de Henar donaba al monasterio arlantino todo cuanto tenía en Quintanarraya y en 1217 continuaba esa vinculación, pues en una bula de Honorio III al monasterio seguía figurando la localidad entre sus posesiones. Quintanarraya también estuvo vinculada con el monasterio de Santo Domingo de Silos, hecho que en 1073 se citaba en la donación que hacía Alfonso VI de la villa de Cobiellas al entonces monasterio de San Sebastián de Silos.
Otra mención, de 1121, señala la calzada «que discurit a Quintana Anaya», y en 1192 el monasterio adquiría un molino, cuatro tierras y un prado, que luego formarán parte de un intercambio a mediados del siglo XIII. Tales bienes podrían ser los que a finales de ese siglo el abad Juan compró a Juan Pérez de Alcoba.
A mediados del siglo XIV parece no haber ya vinculación con el monasterio arlantino pues según el Becerro de las Behetrías «Quintana Anaya» era behetría de Sancho Martínez de Leiva y entre sus diviseros se encontraban Nuño, Pedro Díaz de Haro, Ramir Flórez de Guzmán y sus hermanos.

### Edades Moderna y Contemporánea

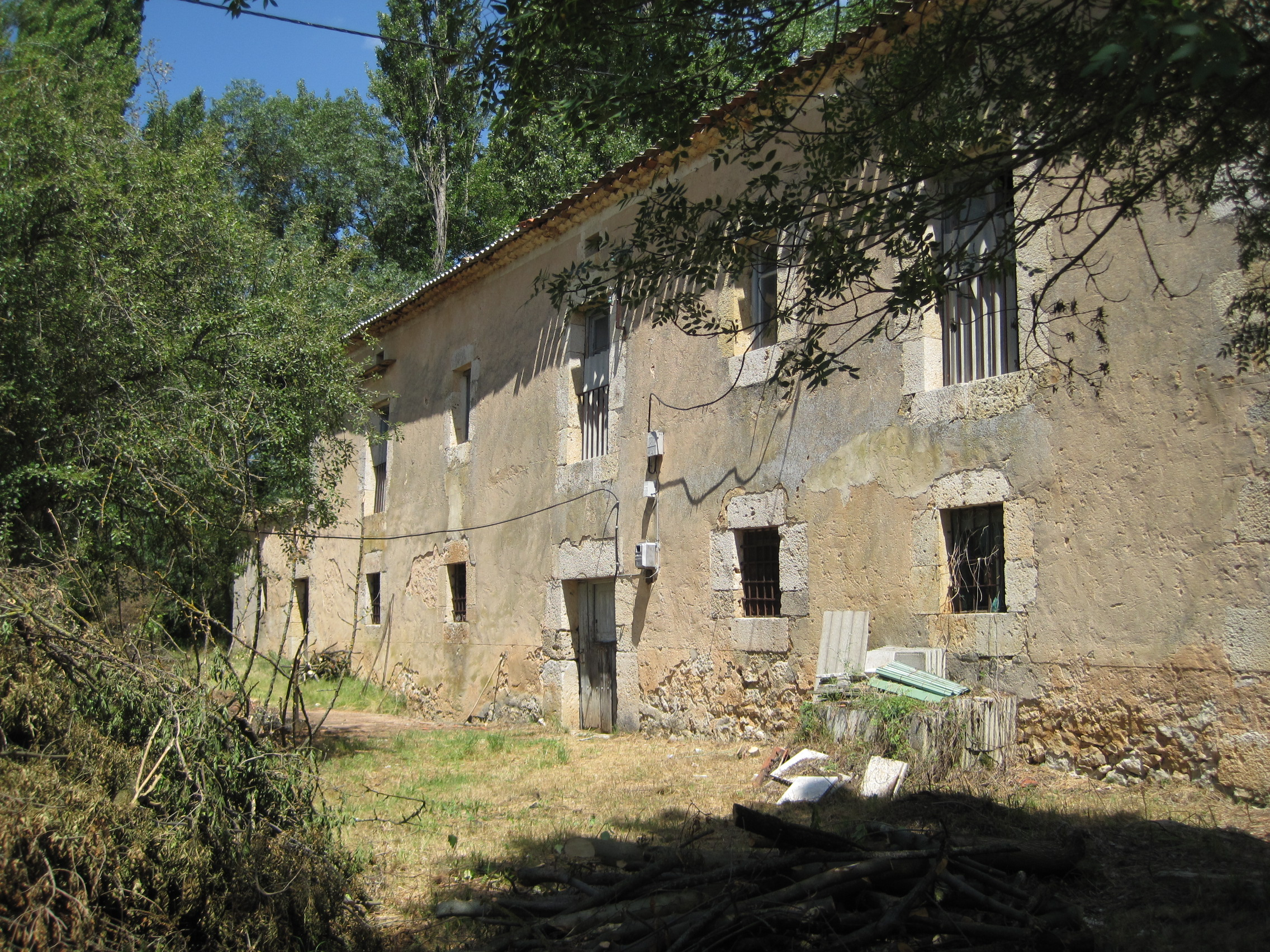
Molino del Hoyo, uno de los cuatro con los que contaba Quintanarraya

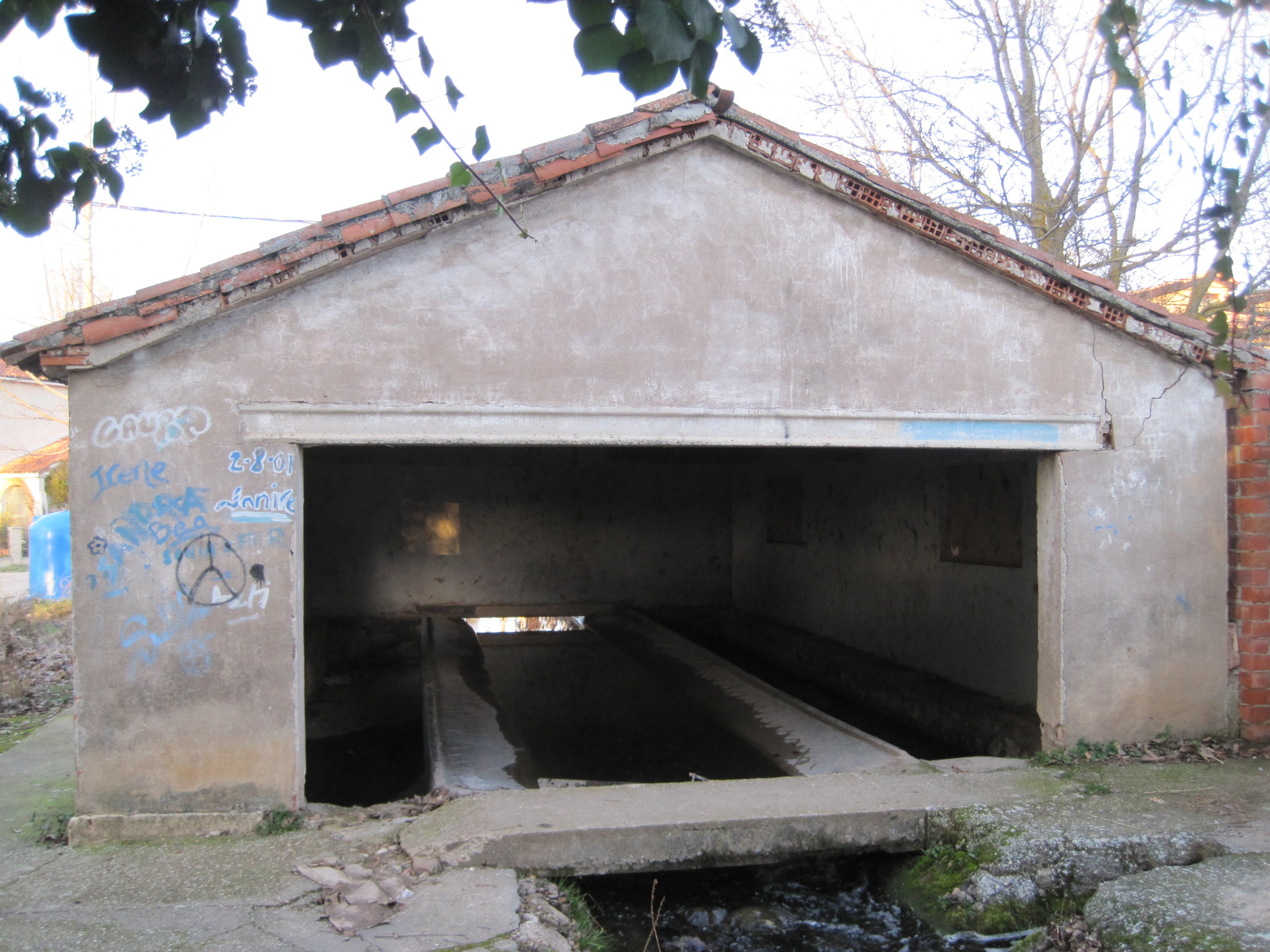
Antiguo lavadero

En el Censo de Vecindarios de la Corona de Castilla de 1591 se indica que pertenecía a la jurisdicción de Los Arauzos y contaba con 44 vecinos y medio, 38 y medio pecheros, tres hidalgos y tres clérigos. Ya en el siglo XVIII, el censo del Conde de Aranda de 1768 señala una población de 298 habitantes, 153 hombres y 145 mujeres, y el de Floridablanca, de 1787, lo menciona como villa con alcalde ordinario, de realengo, perteneciente a la jurisdicción de Los Arauzos, Tierra de Roa e Intendencia de Burgos, y contabiliza 246 vecinos, todos ellos labradores y entre los cuales se distinguían 124 solteros, 113 casados y 9 viudos, además de un cura, un beneficiado, un sacristán y dos soldados.
A principios del siglo XIX, y tal como cita Sebastián Miñano en su Diccionario geográfico y estadístico de España y Portugal (1826-1829), era villa de realengo y pertenecía al partido de Aranda de Duero, jurisdicción de Los Arauzos, así como al obispado de Osma. Contaba con alcalde ordinario y su población era de 279 habitantes. Años más tarde, Pascual Madoz en su Diccionario geográfico-estadístico-histórico de España y sus posesiones de Ultramar (1845-1850), lo define como villa con ayuntamiento dentro de la provincia, audiencia territorial y capitanía general de Burgos, ya en el partido de Salas de los Infantes e igualmente en la diócesis de Osma.
A lo largo del siglo XIX experimentó un crecimiento demográfico, con un máximo histórico de 514 habitantes en 1910. Sin embargo, y al igual que ocurrió en el resto de España, Quintanarraya sufrió las consecuencias del éxodo rural hacia otros núcleos más dinámicos en busca de nuevas oportunidades de trabajo, especialmente en las décadas de los cincuenta y sesenta. En 1955, con motivo de la reestructuración de las circunscripciones eclesiásticas a las de las provincias civiles, el término municipal pasó a integrarse en la archidiócesis de Burgos. En 1978 quedó suprimido como municipio tras su incorporación al de Huerta de Rey. Así mismo, en las décadas de 1970 y 1980 la localidad comenzó a experimentar distintas mejoras para beneficio de los residentes como el asfaltado, el alcantarillado, la rehabilitación de viviendas por aquellos que regresaban en época estival o el teléfono para uso particular —el de uso público llegó en 1955—.

## Demografía
| Gráfica de evolución demográfica de Quintanarraya entre 1842 y 1970 |
| |
| Población de derecho según los censos de población del INE. Población de hecho según los censos de población del INE.Entre el censo de 1981 y el anterior, este municipio desaparece porque se integra en el municipio Huerta del Rey. |

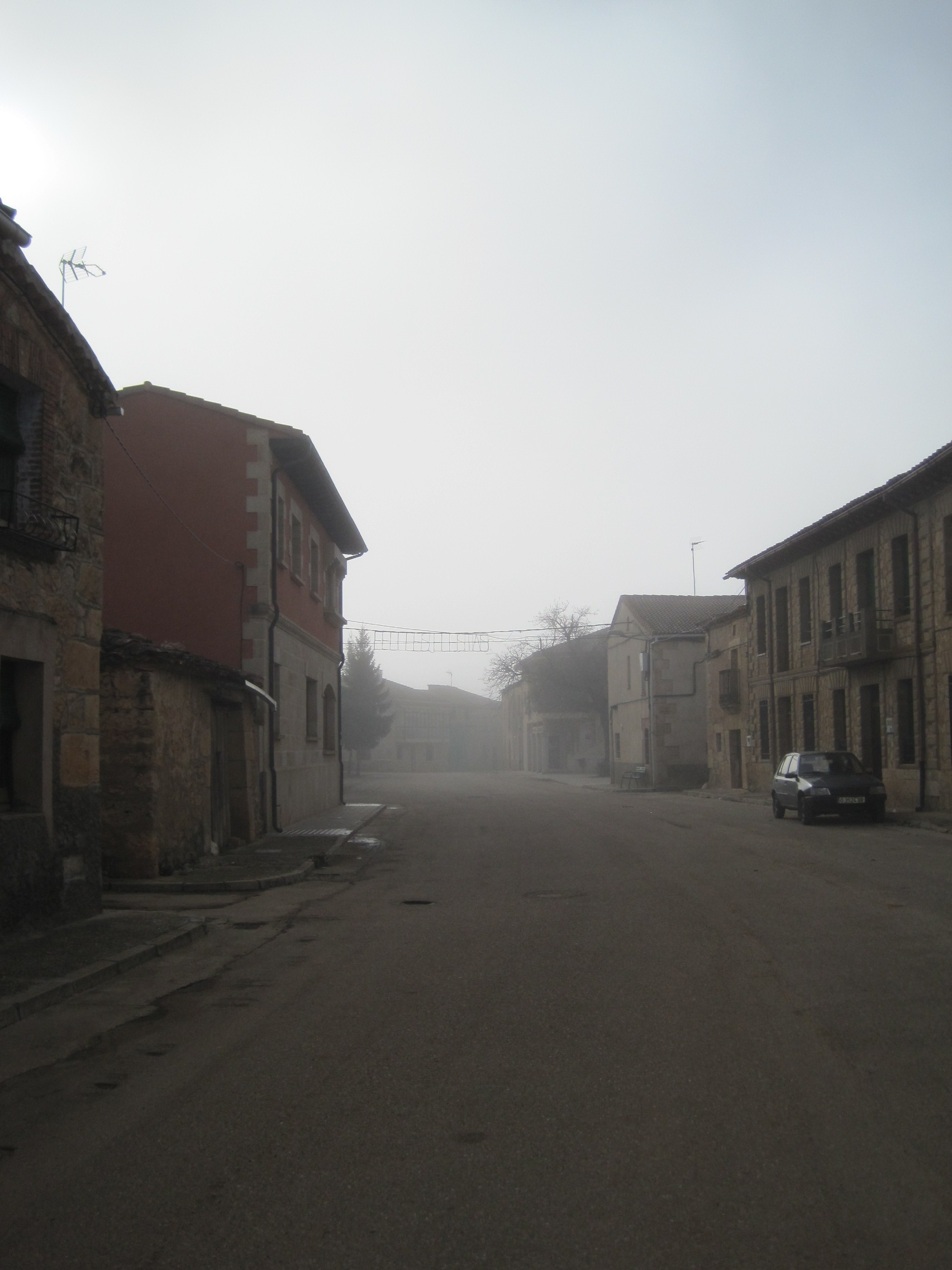
Calle Real

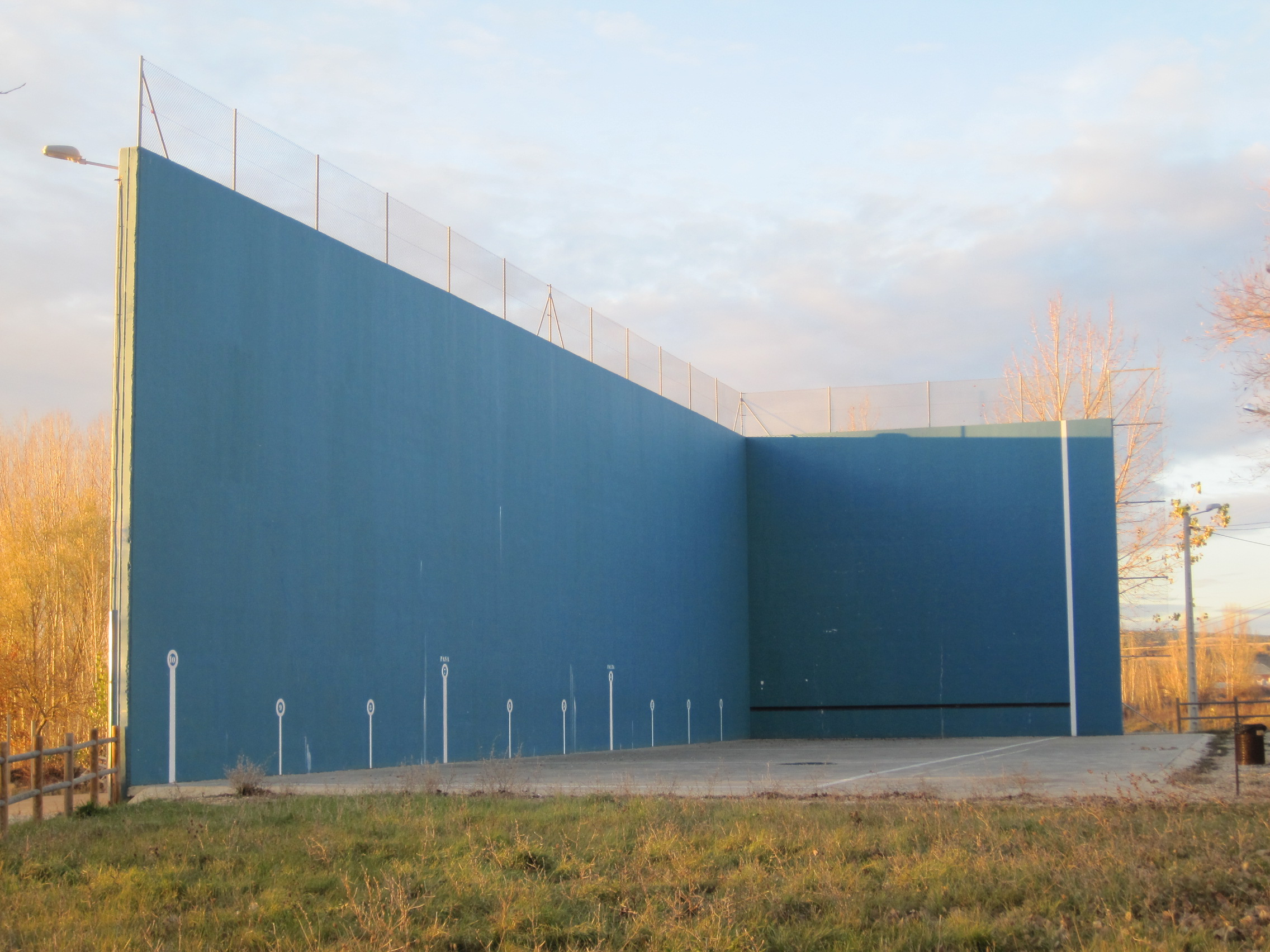
Vista del frontón de la localidad

Según el padrón de población de 2019 del INE, Quintanarraya contaba con 131 habitantes, de los cuales 76 eran hombres y 55 eran mujeres. La población residente alcanzó su cifra más alta a principios del siglo XX, concretamente en 1910, pero desde mediados del mismo se registró un descenso progresivo de población como consecuencia del envejecimiento de la población, la escasez de nacimientos y la emigración hacia núcleos más dinámicos debido a la falta de trabajo.
Evolución demográfica
| Gráfica de evolución demográfica de Quintanarraya entre 2000 y 2020 |
|                                                                     |
| Población residente según el padrón municipal del INE.              |

## Transporte y comunicaciones
Red viaria

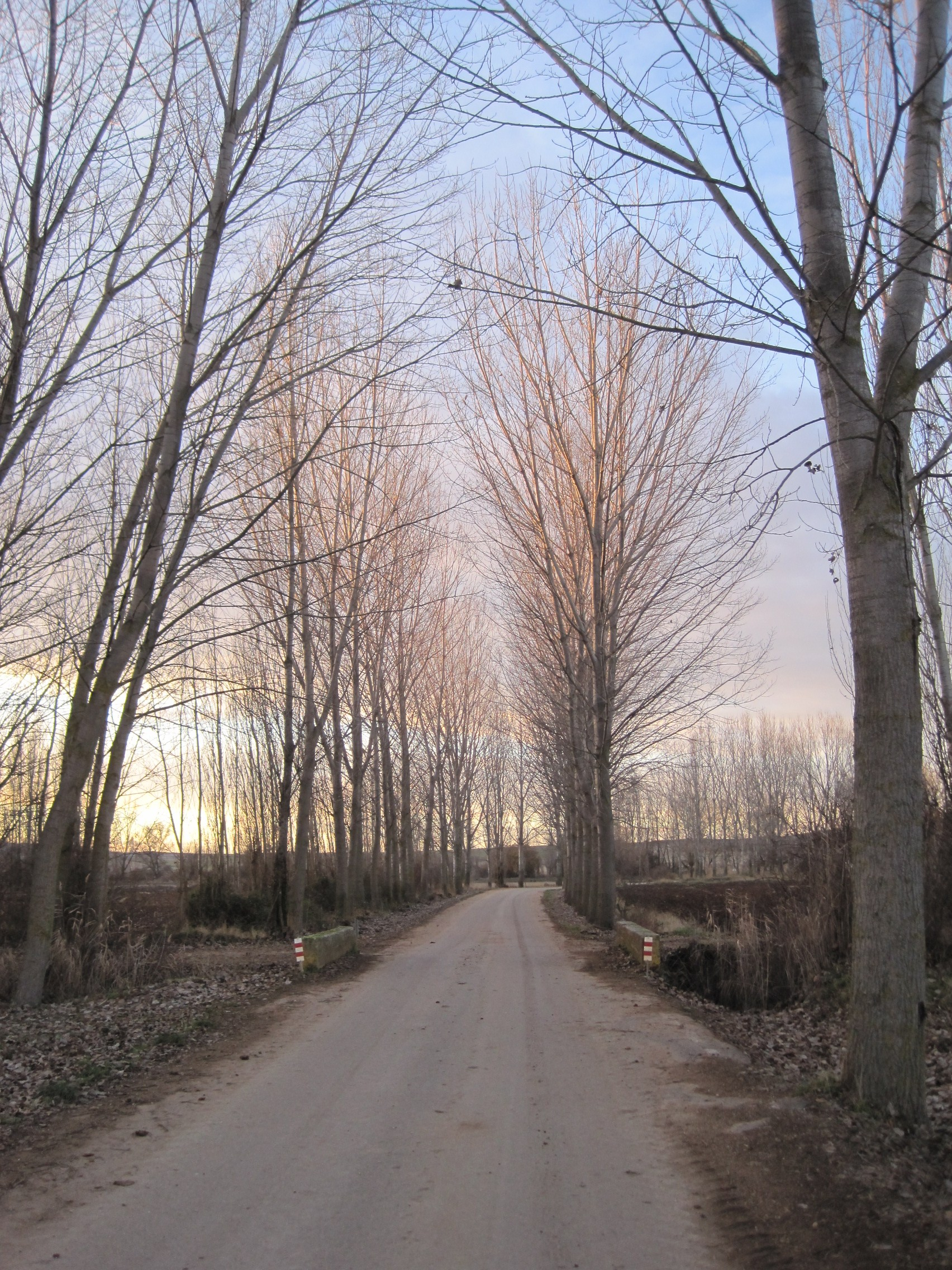
Carretera de acceso durante el otoño

Quintanarraya está conectado con otras localidades de la comarca a través del siguiente vial de la red secundaria:
| Identificador | Denominación         | Itinerario                                   |
| ------------- | -------------------- | -------------------------------------------- |
| BU-925        | Carretera autonómica | Discurre entre Aranda de Duero y La Gallega. |

A través de dicho vial, la localidad tiene conexión con varias carreteras de la red principal; así, por Aranda de Duero discurren la Autovía del Norte, que enlaza con Madrid y Burgos, y la N-122, que enlaza con Soria y Valladolid, y por La Gallega discurre la N-234, que enlaza con Soria y Burgos.
Otros medios
Para el transporte por ferrocarril la estación más cercana es la de Aranda de Duero pero desde 2012 no ofrece servicios de pasajeros tras la supresión de la línea Madrid-Burgos. El transporte por autobús es ofrecido por la compañía ALSA, con servicios entre Aranda de Duero y Huerta de Rey y Salas de los Infantes. Por su parte, para el transporte aéreo, las opciones más cercanas son los aeropuertos de Burgos y Valladolid, situados a 95 y 156 km respectivamente.

## Economía

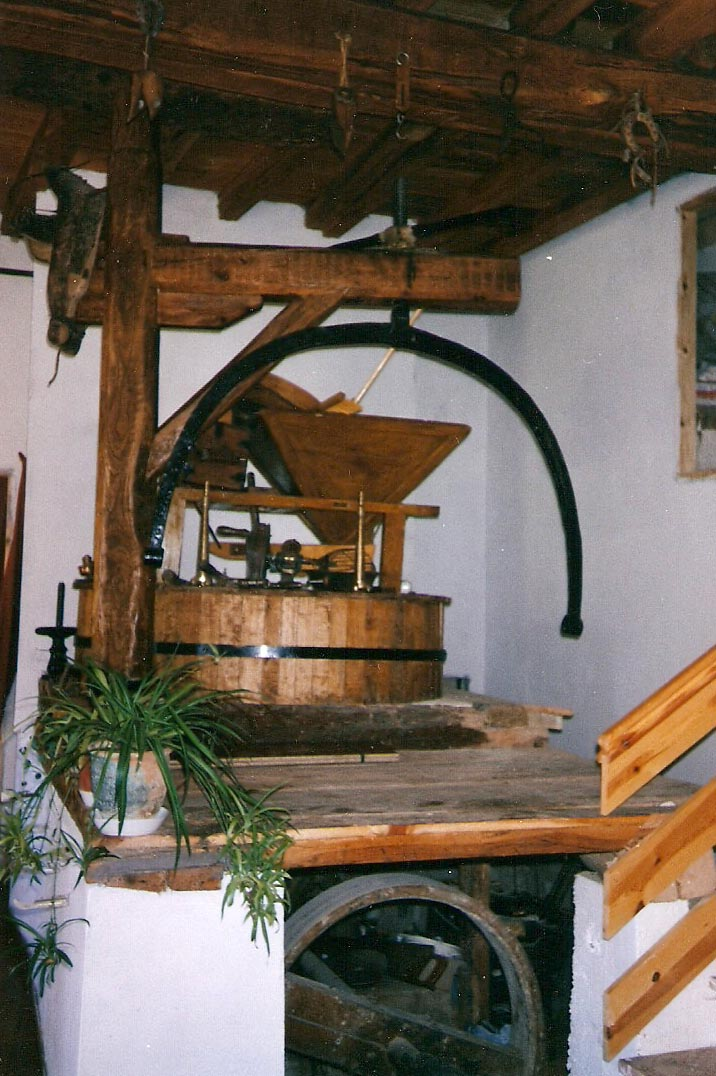
Maquinaria de uno de los cuatro molinos que tuvo la localidad

La actividad económica se centra mayoritariamente en el sector primario. Los cultivos son de dos tipos: el regadío se concentra en la llanura aluvial del Arandilla, con cultivos como remolacha y hortalizas. Por otra parte, la agricultura de secano incluye la producción de trigo, cebada, girasol y vid. En cuanto a la ganadería, destaca la producción de ganado porcino, aunque en el pasado también fue importante el ganado vacuno.
A mediados del siglo XIX, su economía se basaba en la agricultura de, entre otros productos, trigo, cebada, centeno, avena, alubias, garbanzos, lentejas, patatas y lino, y la ganadería lanar, vacuna, cabría, caballar y de cerda, además de la caza de liebres, perdices, conejos y jabalíes y la pesca de truchas, cangrejos y bermejas. Su industria era de dos batanes y cuatro molinos harineros, uno de los cuales, y gracias a una dinamo, daba electricidad a Quintanarraya e Hinojar del Rey —la luz eléctrica no llegó hasta 1945 aproximadamente—.
Asimismo, entre los oficios que se desempeñaban se encontraban vaqueros —que sacaban el ganado vacuno a pastar, en verano durante la madrugada y en invierno a primera hora del día—, muleteros —que se dedicaban a sacar mulas, machos y yeguas al campo a pastar— o pastores —dedicados al cuidado de las ovejas o cabras de sus propios rebaños o de rebaños ajenos—.

## Símbolos
Escudo

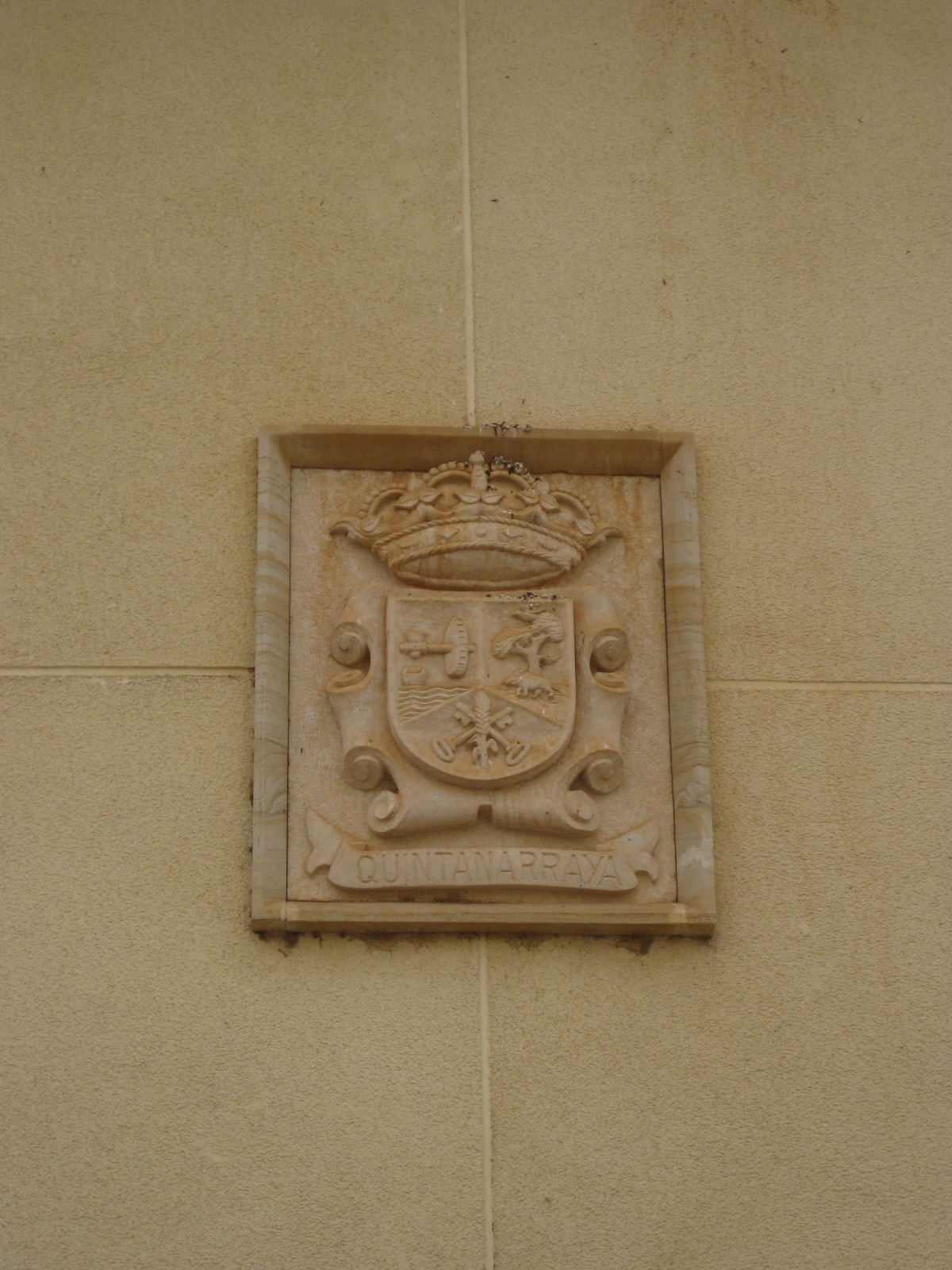
Escudo en la fachada de la casa-villa

El escudo heráldico de la localidad fue aprobado el 12 de noviembre de 1998 y publicado en el Boletín Oficial de Castilla y León el 10 de diciembre del mismo año. Su descripción es la siguiente:

«Escudo partido y mantelado en punta: Primero de azur, y sobre ondas de agua de azur y plata, una maza enclavada en una piedra de molino en aptitud de golpear sobre una piedra, todo de plata. Segundo sobre terraza de sinople y en gules, una encina de su color, atravesada de un jabalí de sable y cimada de un águila también de sable, volando. Mantelado en punta, en púrpura dos llaves cruzadas de oro y plata con las guardias hacia arriba o jefe, con una espiga de trigo de sable acamada entre las llaves. Al timbre corona real cerrada.»

Bandera
La bandera fue aprobada y publicada al mismo tiempo que el escudo y presenta la siguiente descripción:

«Bandera castellana, de proporción 1:1, en tercia o repartida superior doble, siendo el primer campo de gules, segundo de azur y el bajo de oro o amarillo. Sobre el todo y en el medio de la bandera, el escudo de Quintanarraya completo y coronada.»

## Administración
Administración local

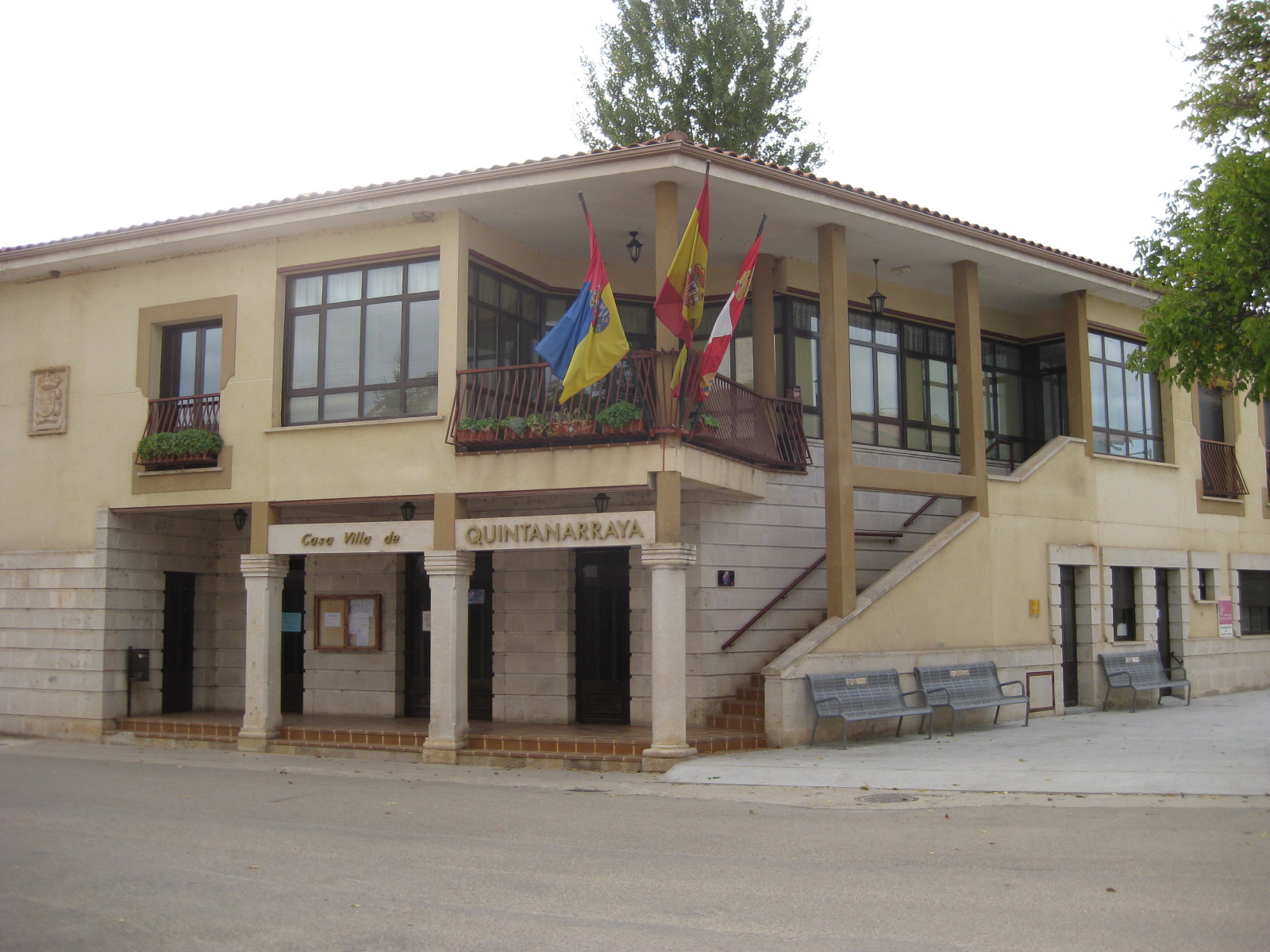
Casa consistorial de la localidad

A la caída del Antiguo Régimen, Quintanarraya quedó constituido en ayuntamiento constitucional del mismo nombre, como tal aparece ya citado en el Diccionario de Pascual Madoz, a mediados del siglo XIX. Sin embargo, en 1978 quedó suprimido como municipio tras su incorporación —al igual que sucedió con Hinojar del Rey y Peñalba de Castro— al de Huerta de Rey y se constituyó en entidad local menor. Como consecuencia de ello, se suprimió también su juzgado de paz, y desde entonces cuenta únicamente con alcalde pedáneo.
| Período   | Nombre            | Período   | Nombre                |
| --------- | ----------------- | --------- | --------------------- |
| 1912-1916 | Rufino Tapia      | 1942-1945 | Cándido Molinero      |
| 1916-1920 | León García       | 1945-1959 | Cecilio Tapia         |
| 1920-1921 | Isabelo Delgado   | 1959-1972 | José Pérez            |
| 1921-1923 | Serafín Aguilera  | 1972-1977 | Santiago Ovejero      |
| 1923-1926 | Evencio Peñalba   | 1977-1979 | Rufino Tapia          |
| 1926-1928 | Rafael Miguel     | 1979-1982 | Pedro Perdiguero      |
| 1928-1930 | Isabelo Delgado   | 1982-1986 | Ambrosio Miguel       |
| 1930-1934 | Isidro García     | 1986-1991 | Santiago Rica         |
| 1934-1935 | Fulgencio Ovejero | 1991-2017 | Ambrosio Peñalba      |
| 1935-1936 | Julián Aguilera   | 2017-2019 | José Manuel Peñalba   |
| 1936-1939 | Fulgencio Ovejero | 2019-     | Gelasio García Marina |
| 1939-1942 | Agustín Miguel    |           |                       |

Administración judicial
Quintanarraya pertenece al partido judicial número 7 de la provincia de Burgos, con sede en Salas de los Infantes, que cuenta con un juzgado de primera instancia e instrucción.

## Equipamientos y servicios
Educación

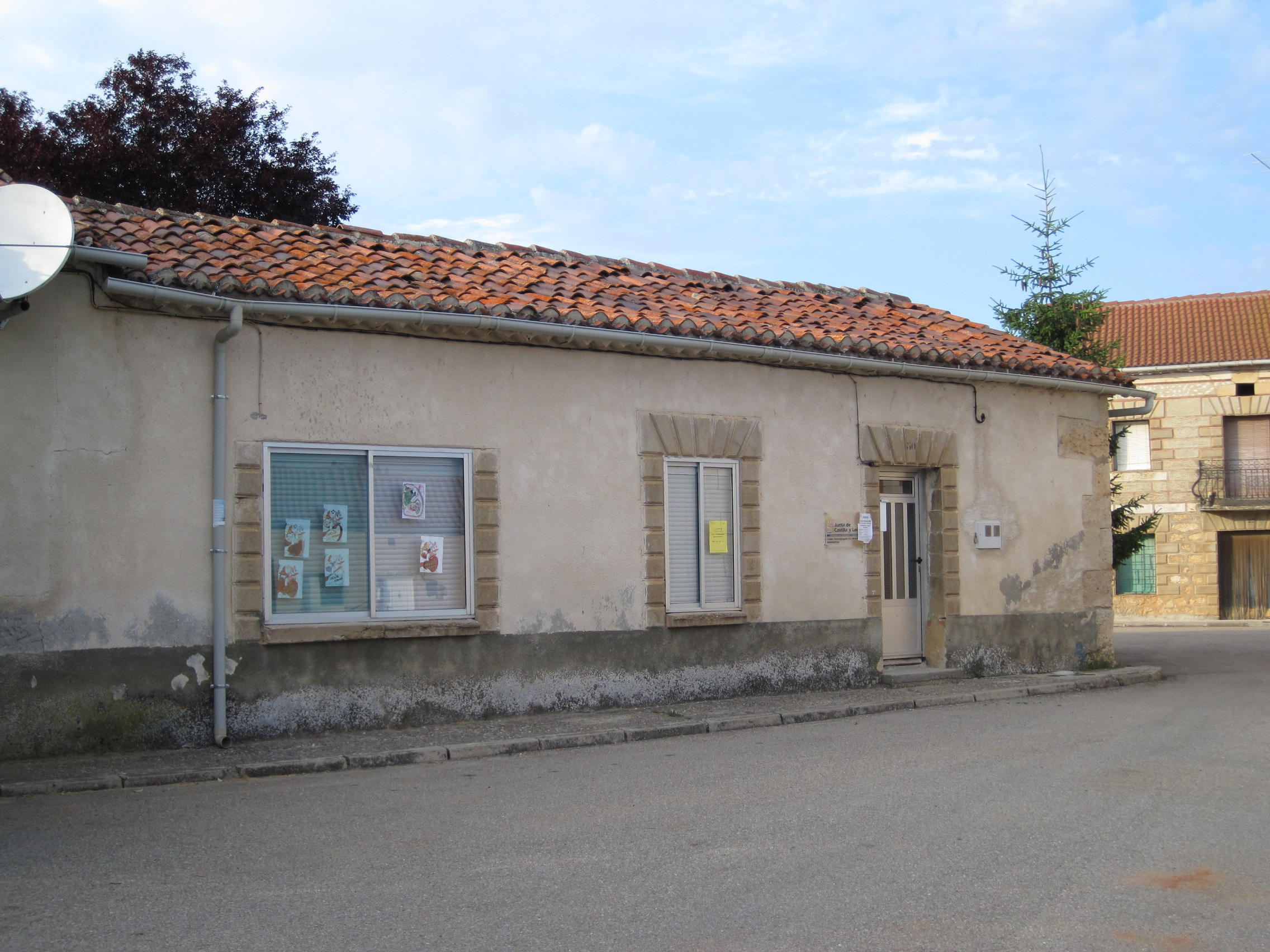
Vista del colegio, dependiente del CRA La Demanda

La localidad cuenta con un centro de educación infantil y primaria, dependiente del CRA «La Demanda» de Huerta de Rey. En cuanto a educación secundaria, sus estudiantes acuden al IES «Juan Martín el Empecinado» de Aranda de Duero o al IES «Alfoz de Lara» de Salas de los Infantes. Todos ellos están gestionados por la Consejería de Educación de la Junta de Castilla y León a través de la Dirección Provincial de Educación de Burgos.
Sanidad
El sistema sanitario de la localidad se presta a través del sistema público de salud, gestionado por Sacyl, mediante un consultorio local dependiente del centro de salud de Huerta de Rey. Este cuenta con un servicio de guardia 24 horas y en él se centraliza la zona básica de salud «Huerta de Rey», que atiende a un total de siete municipios. En relación con centros hospitalarios, sus habitantes acuden al Hospital Santos Reyes de Aranda de Duero. Las farmacias más cercanas se encuentran en las localidades de Huerta de Rey y Arauzo de Miel, y en cuanto a servicios sociales, a Quintanarraya le corresponde el Centro de Acción Social (CEAS) de Huerta de Rey.

## Cultura

### Patrimonio histórico-artístico

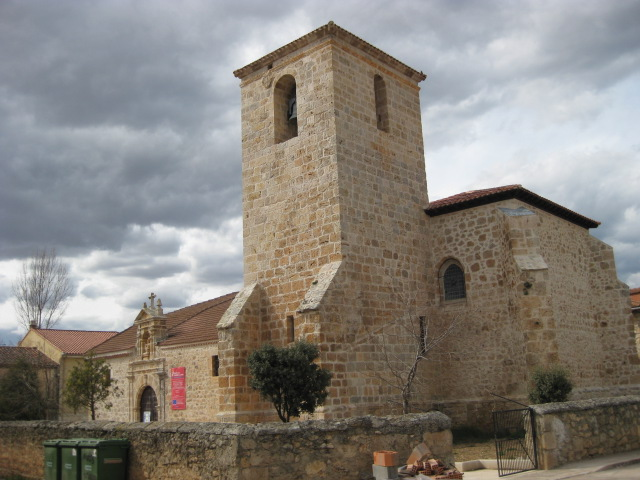
Vista general de la iglesia

#### Iglesia de San Pedro de Antioquía
Se trata de un templo católico construido en sillería y mampostería, resultado de varios estilos, desde el periodo románico hasta mediados del siglo XX, cuando se reconstruyó la torre. Posee cabecera cuadrada y nave principal, a la que posteriormente se añadió otra en el lado sur y varias capillas en el lado norte, entre las que destaca una de tipo funerario, del siglo XVI, junto a la cabecera. La torre, adosada al lado sur, es cuadrada y presenta en su parte alta el escudo de Pedro Álvarez de Acosta, obispo de Osma entre 1539 y 1563. Por su parte, la portada, también en el lado sur, es de 1702 y está coronada por una escultura del santo titular.
Como restos románicos conserva una portada y una pila bautismal. La portada es un vano situado en el muro oeste cuyo arco de medio punto presenta en el intradós cuatro lóbulos completos y dos medios en los extremos. Sus aristas son aboceladas, al igual que las de las jambas. Aunque los vecinos la han conocido siempre en ese lugar, parece probable que antiguamente su ubicación fuera otra. En cuanto a la pila bautismal, está tallada en piedra caliza y presenta forma de copa, con pie corto cilíndrico. Su altura es de 73 cm y su diámetro de 86 cm. Su decoración se limita a un cordón en la embocadura y varios falsos arcos entrecruzados.

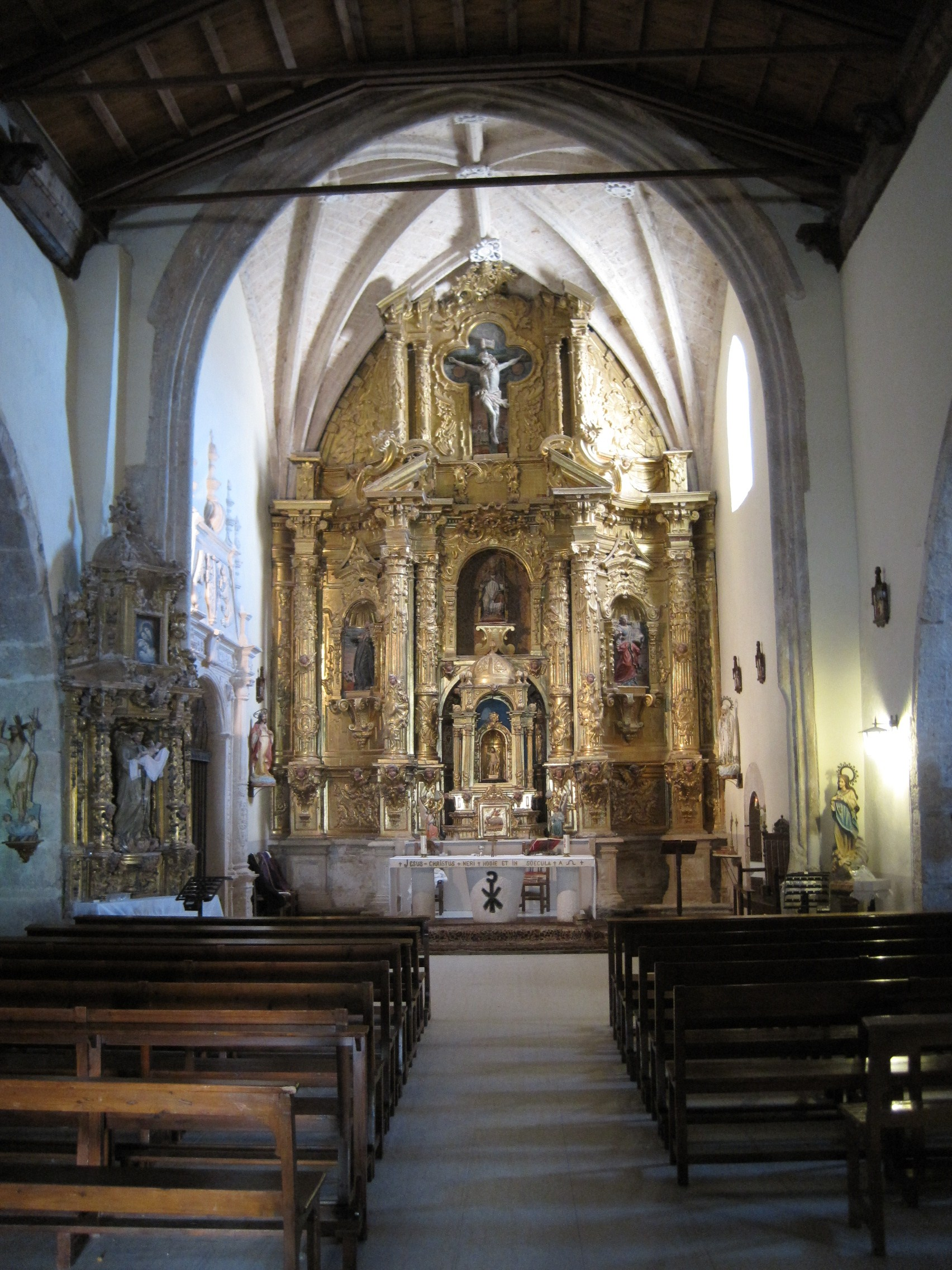
Nave principal
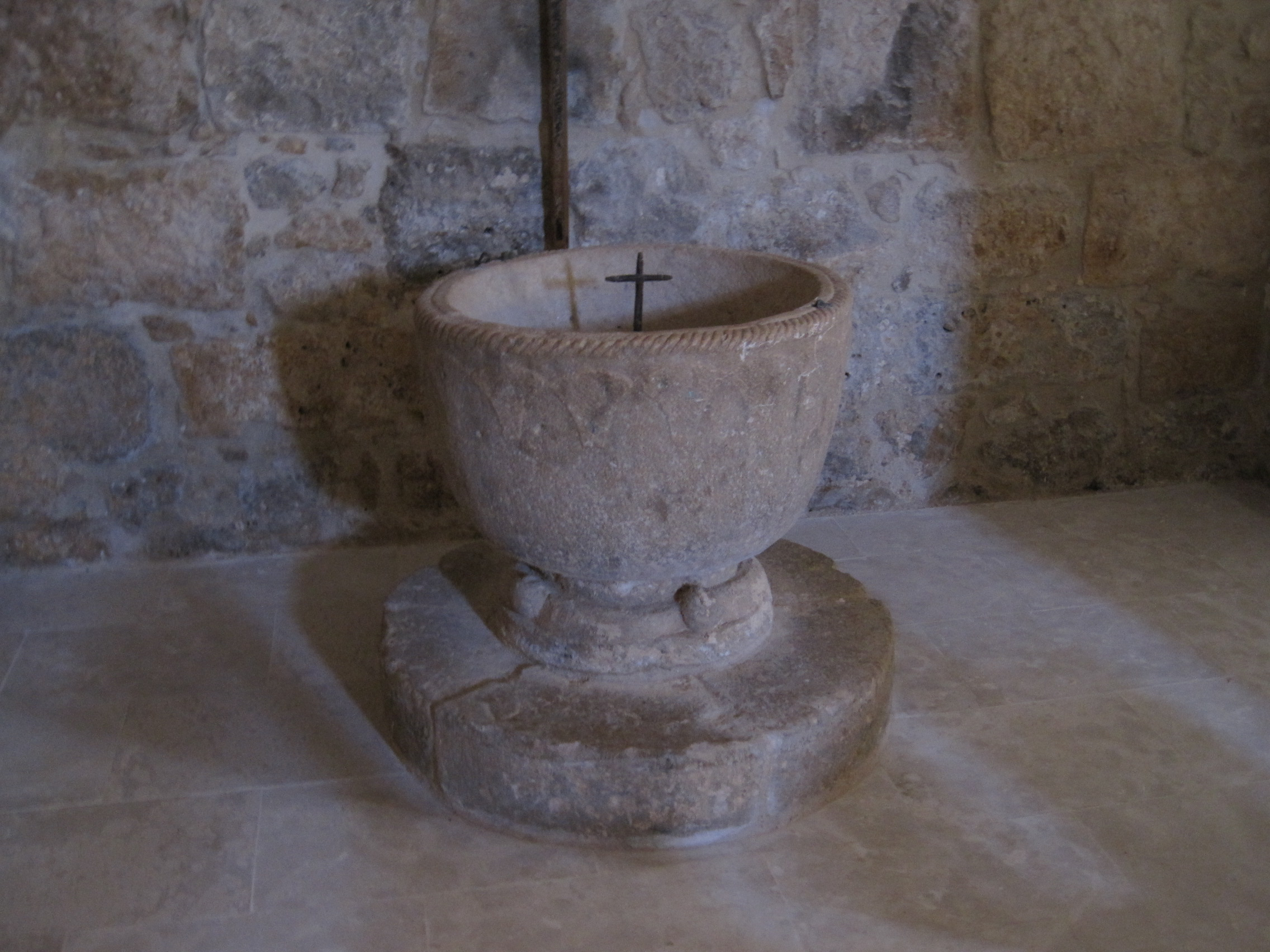
Pila bautismal
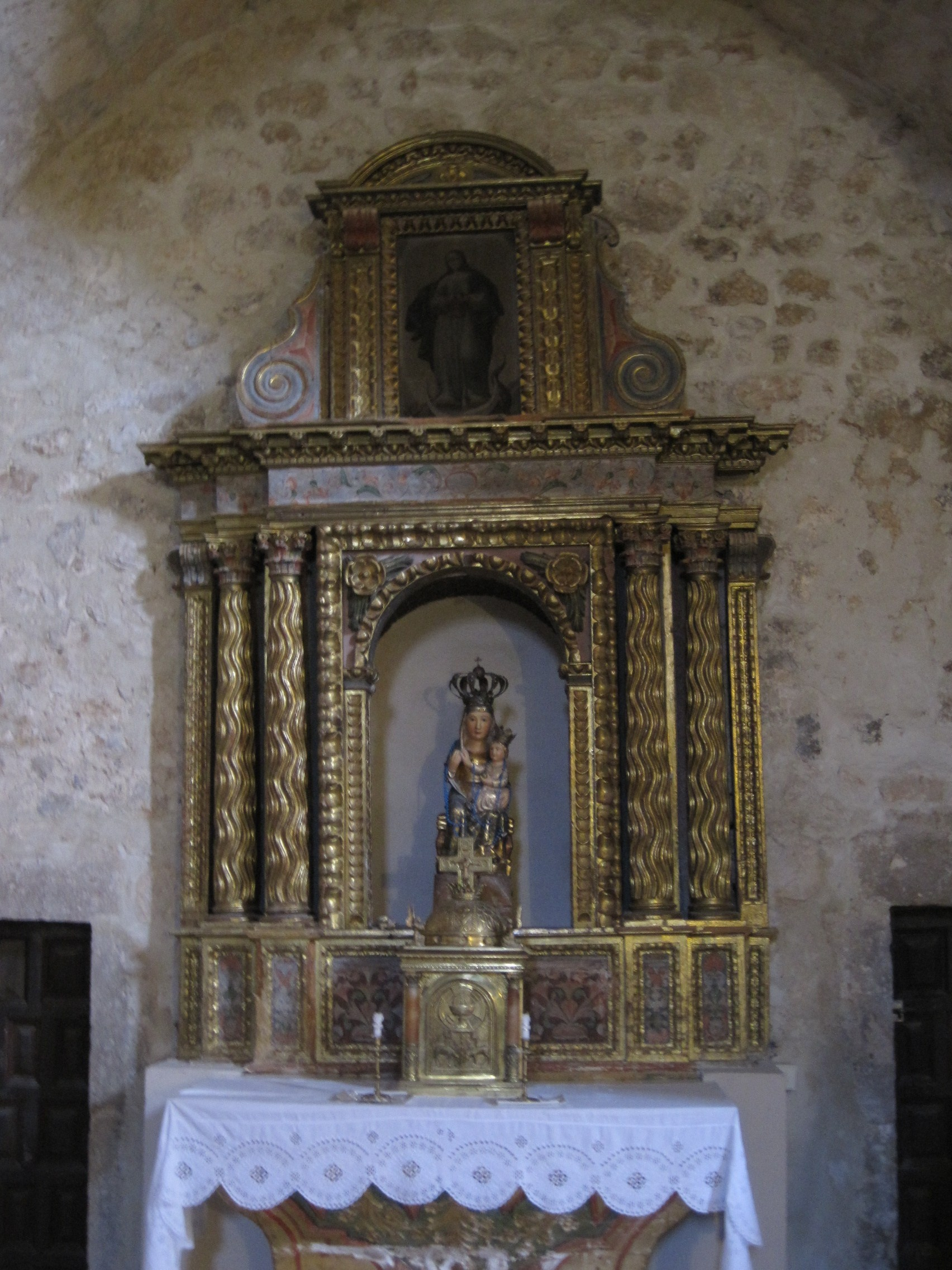
Retablo lateral

En su interior se conserva una lápida de Francisco de Santillana, canónigo de Sevilla, muerto a principios del siglo XVI. El retablo del altar mayor, construido en 1761, está dedicado al apóstol San Pedro, titular de la parroquia, cuya imagen ocupa la hornacina central. Por encima de él se sitúa un Cristo y en los laterales se hallan las imágenes de San Vicente Ferrer y Santa Bárbara. A principios del siglo XXI se llevó a cabo la restauración de la iglesia; al exterior se arregló la torre y se eliminaron algunos anexos, y al interior se restauraron la Capilla Regina y el retablo de San Pedro.

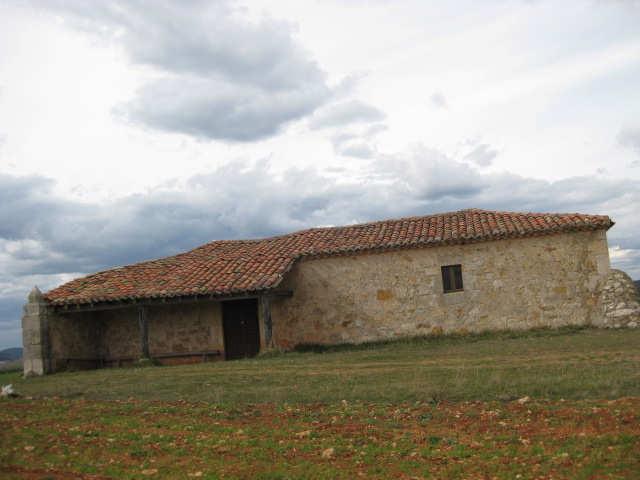
Ermita de Santa María de la Antigua

#### Otras construcciones
Otros edificios de importancia son las ermitas de Santa María y de San Roque. La primera se localiza a las afueras de la localidad mientras que la segunda se encuentra anexa al cementerio.

### Festividades y eventos

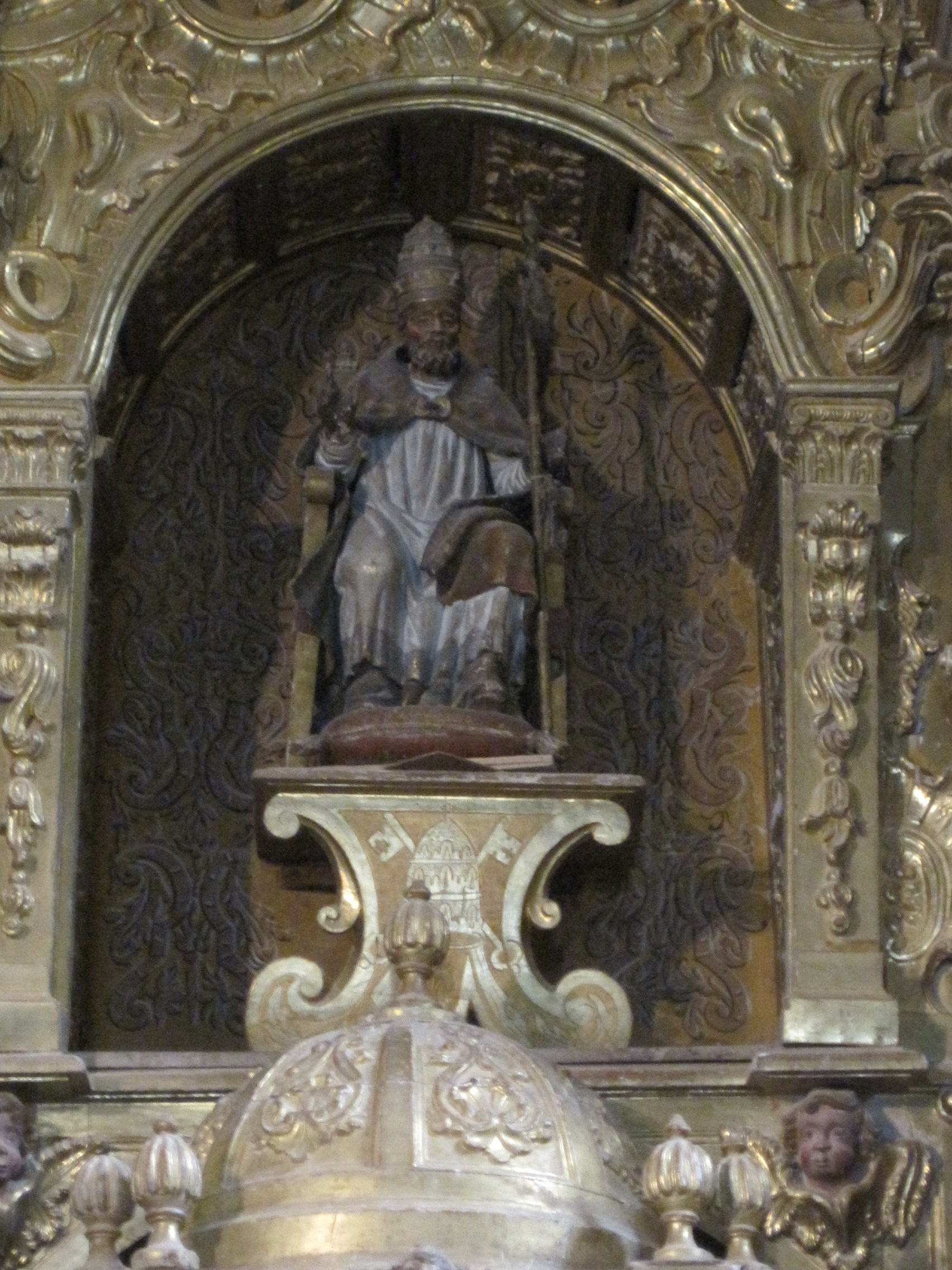
Imagen de San Pedro, patrón de Quintanarraya

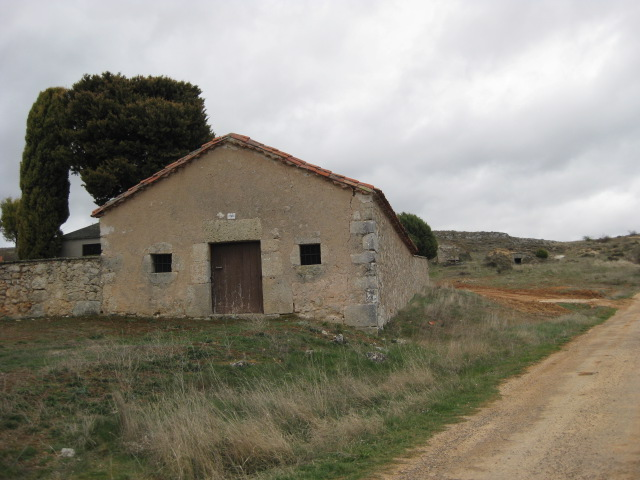
Ermita de San Roque, junto al cementerio

Cronológicamente, el 22 de febrero se celebra la Cátedra de San Pedro, patrón de la localidad, con misa, procesión durante la cual se baila la imagen del santo, música y distintas actividades lúdicas y deportivas. El 15 de mayo, como es costumbre en el medio rural, tiene lugar la fiesta de San Isidro, con misa, bendición de los campos y comida. También en mayo, el sábado más cercano al día 20, se festeja Nuestra Señora de la Antigua, con misa, procesión por los alrededores de su ermita, música y diversas actividades de entretenimiento.
Ya en verano, el 10 de julio se celebra San Cristóbal, patrón de los conductores, con misa en la ermita, bendición a los conductores y a los vehículos y comida en los alrededores, y el 16 de agosto se festeja San Roque, con misa en su ermita. Asimismo, durante la época estival tiene lugar el Verano Cultural, organizado por el Centro Cultural La Espiga, en el que se llevan a cabo diversas actividades culturales y recreativas como juegos populares e infantiles, competiciones deportivas y actuaciones musicales.

### Camino del Cid
Quintanarraya es lugar de paso del Camino del Cid, itinerario que sigue los pasos de Rodrigo Díaz de Vivar en el Cantar de mio Cid. Empieza en Burgos y sigue por las provincias de Soria, Guadalajara, Zaragoza, Teruel, Castellón, Valencia y Alicante. El Camino discurre por la localidad procedente de Huerta de Rey y se dirige posteriormente hacia Hinojar del Rey, para, a continuación, entrar en la provincia de Soria. En la localidad hay habilitada una casa como albergue para aquellos viajeros que realicen el Camino.

### Ruta de la Lana
El Camino de Santiago de la Lana, ruta jacobea que comunica Alicante y Burgos —donde enlaza con el Camino de Santiago Francés—, también discurre por la localidad. Muchos de sus tramos coinciden, aunque en sentido inverso, con el Camino del Cid.

### Gastronomía
La gastronomía tradicional en Quintanarraya está basada en las materias primas locales. Entre los alimentos de origen animal están los huevos y la carne, principalmente la que se obtiene de la matanza —con la que se elaboran morcillas, chorizos y picadillo—, y de la caza. Respecto a los productos de origen vegetal el más importante es el pan de harina de trigo, pero también están las hortalizas procedentes de la huerta y frutas cultivadas.
Los platos típicos destacados son el lechazo churro o asado (la localidad se encuentra dentro de la denominación de origen lechazo de Castilla y León, con Indicación Geográfica Protegida desde 1997), codornices y pichones en escabeche, las tortas de chicharrones, la ensalada de berros, las chuletillas asadas con sarmiento y las patatas con sebo. En lo referido a bebidas sobresale el vino por su cercanía con la denominación de origen Ribera del Duero.